# Ткачёв, Фёдор Иосифович
Фёдор Иосифович Ткачёв (21 апреля 1908 — 8 февраля 1975) — советский военнослужащий, гвардии старший сержант, участник Великой Отечественной войны. Полный кавалер ордена Славы.

## Биография
Родился 21 апреля 1908 года в с. Сабынино ныне Яковлевского района Белгородской области в семье крестьянина. Русский. Окончил 6 классов в 1922 году. Трудился в колхозе. В РККА с 1930 по 1936 и с июля 1941 по 1945 годы.
В боях Великой Отечественной войны с июля 1941 года. Миномётчик 199-го гвардейского артиллерийского полка 94-й гвардейской стрелковой дивизии, 5-й гвардейской армии, 2-го Украинского фронта гвардии рядовой Ткачёв в составе расчёта 82-мм миномёта 6 декабря 1943 года в бою за с. Головковка (ныне Александрийский район Кировоградской области, Украина) подавил 4 пулемётных точки. 7 декабря близ с. Новая Прага (ныне Александрийский район Кировоградской области) метким огнём уничтожил до 10 гитлеровцев. 1 января 1944 года награждён орденом Славы 3 степени.
28 июля 1944 года в бою за город Брест (Белоруссия) Ткачёв вместе с расчётом подавил 4 огневые точки, поразил свыше 10 солдат неприятеля 14 августа 1944 года награждён орденом Славы 2 степени.
Командир отделения 34-й мотострелковой бригады гвардии младший сержант Ткачёв с подчинёнными 17 февраля 1945 года в бою за г. Дамниц (ныне Польша) уничтожил свыше 10 автоматчиков. Указом Президиума Верховного Совета СССР от 31 мая 1945 года награждён орденом Славы 1 степени.
В сентябре 1945 года старшина Ткачёв демобилизован. Жил в городе Харьков (Украина). Работал поваром. Награждён орденом Красной Звезды, медалями. Умер 8 февраля 1975 года в Харькове.

## Награды
- Орден Славы I степени
- Орден Славы II степени
- Орден Славы III степени
- Орден Красной Звезды
- медаль «За победу над Германией в Великой Отечественной войне 1941—1945 гг.»[2]